# Председатель земного шара
Председатель земного шара, предземшара — именование, означающее принадлежность к Обществу Председателей Земного шара, придуманное в 1916 году русским поэтом Велимиром Хлебниковым. 
На надгробии Хлебникова его друг Пётр Митурич, на руках которого скончался поэт, написал: «Председатель Земного шара». Правительство земного шара и надгосударство звезды, Общество председателей Земного шара, «Союз 317» («государство молодежи» или «22-летних») — одна из поэтических утопий Велимира Хлебникова, международное общество деятелей культуры, которое должно было состоять из 317 членов и осуществлять идею мировой гармонии.

## Число 317
Утопическое «Общество Председателей земного шара» или «Союз 317» было основано Велимиром Хлебниковым в конце 1915 года, в Москве. В его записях указано, что 19 и 20 декабря 1915 года им «основано Государство Времени».
В это время Хлебников работает над «законами времени» и изучением числовой закономерности.
Число 317 Хлебников считал важнейшим в истории, связанным со скоростью света и скоростями земли. Хлебников вычисляет также особую закономерность числа 317: например, он уточнил, что все важные события в судьбе А. С. Пушкина (исследование было проведено на основе работы Н. О. Лернера «Труды и дни Пушкина») происходили с промежутком в 317 дней. По замыслу Хлебникова, 317 избранных Председателей должны, в согласии друг с другом, править всемирным «Государством времени».

## Создание союза
В феврале 1916 года Хлебников отправляется к поэту Вячеславу Иванову с целью пригласить его вступить в союз и также стать одним из 317 членов общества. Вячеслав Иванов согласился, став одним из первых «Председателей Земного шара». В число председателей помимо самого Хлебникова и Иванова также вошли Давид Бурлюк, Сергей Маковский, Василий Каменский, Николай Асеев, Рюрик Ивнев, Дмитрий Петровский, Михаил Кузмин, Рабиндранат Тагор, художница М. М. Синякова-Уречина, композитор Сергей Прокофьев, политик Александр Керенский, английский писатель-фантаст Герберт Уэллс, итальянский футурист Ф. Т. Маринетти и другие.
Хлебников писал: «Нашей задачей в Петрограде было удлинить список Председателей, открыв род охоты за подписями, и скоро в список вошли очень хорошо отнесшиеся члены китайского посольства Тинь-Ю-Ли и Янь-Юй-Кай, молодой абиссинец Али-Серар, писатели Евреинов, Зданевич, Маяковский, Бурлюк, Кузмин, Каменский, Асеев, художники Малевич, Куфтин; Брик, Пастернак, Спасский, лётчики Богородский, Г. Кузьмин, Михайлов, Муромцев, Зигмунд, (Председатель секции музыки), американцы — Крауфорд, Виллер и Девис, и многие другие».
Намерения Хлебникова выражены в декларации «Труба марсиан», под которой стояло пять подписей, (в том числе и уже за два года до этого покончившего с собой поэта Божидара).

«Пусть Млечный Путь расколется на Млечный Путь изобретателей и Млечный Путь приобретателей… Пусть возрасты разделятся и живут отдельно… Право мировых союзов по возрасту. Развод возрастов, право отдельного бытия и делания… Мы зовем в страну, где говорят деревья, где научные союзы, похожие на волны, где весенние войска любви, где время цветет как черемуха и двигает как поршень, где зачеловек в переднике плотника пилит времена на доски и как токарь обращается с своим завтра» («Труба марсиан»).

От имени Председателей земного шара Хлебников издаёт воззвания и периодическое издание «Временник». Вышли четыре номера «Временника», причём в третьем опубликованы только подписи 19 председателей Земного шара.
25 мая 1917 года состоялось празднование «Займа свободы», организованного Временным правительством с целью помочь фронту. В Петрограде его восприняли как «день художника». "Около двух часов дня все группы деятелей искусства соединились вместе и прошли перед Мариинским дворцом, где заседало Временное правительство. (…) В футуристическом грузовике ехал Хлебников. Сохранилось несколько свидетельств современников о том, как это выглядело: «Хлебников ехал в огромном грузовике, грязном, чёрном, украшенном простым чёрным плакатом с черепом и мертвыми костями и с надписью „317 Председателей земного шара“. Этот автомобиль представлял собой забавный контраст с одуряющей пестротой процессии и ослепительно ярким солнечным днем, а также и с настроением толпы». Это воспоминание художницы Ольги Лешковой, написанное по горячим следам тех событий". Сам Хлебников писал:
«На празднике искусств 25 мая знамя Председателей земного шара, впервые поднятое рукой человека, развевалось на передовом грузовике. Мы далеко обогнали шествие. Так на болотистой почве Невы было впервые водружено знамя Председателей земного шара».
23 октября (5 ноября) 1917 года было написано «Письмо в Мариинский дворец» от имени «Председателей земного шара»: «Правительство Земного шара постановило: считать Временное правительство временно не существующим».
Весной 1920 года в Харькове оказались поэты-имажинисты Сергей Есенин и Анатолий Мариенгоф, с которыми Хлебников быстро свёл знакомство. По инициативе Есенина 19 апреля в Городском харьковском театре была проведена публичная церемония «коронования» Хлебникова как Председателя Земного шара. Это шутовское действо поэт воспринял совершенно серьёзно. Анатолий Мариенгоф так описывает это событие в «Романе без вранья»:

«Хлебников, в холщовой рясе, босой и со скрещенными на груди руками, выслушивает читаемые Есениным и мной акафисты, посвящающие его в Председатели.

После каждого четверостишия, как условлено, он произносит:

— Верую.

Говорит „верую“ так тихо, что еле слышим мы. Есенин толкает его в бок:

— Велимир, говорите громче. Публика ни черта не слышит.

Хлебников поднимает на него недоумевающие глаза, как бы спрашивая: „Но при чём же здесь публика?“ И ещё тише, одним движением рта, повторяет:

— Верую.

В заключение как символ земного шара надеваем ему на палец кольцо, взятое на минуточку у четвёртого участника вечера — Бориса Глубоковского.

Опускается занавес.

Глубоковский подходит к Хлебникову:

— Велимир, снимай кольцо.

Хлебников смотрит на него испуганно и прячет руку за спину. Глубоковский сердится:

— Брось дурака ломать, отдавай кольцо!

Есенин надрывается от смеха. У Хлебникова белеют губы:

— Это… это… Шар… символ земного шара… А я… вот… меня… Есенин и Мариенгоф в Председатели…

Глубоковский, теряя терпение, грубо стаскивает кольцо с пальца».

## В настоящее время
Только мы, свернув ваши три года войны

В один завиток грозной трубы,

Поем и кричим, поем и кричим,

Пьяные прелестью той истины,

Что Правительство земного шара

Уже существует.

Оно — Мы.

Только мы нацепили на свои лбы

Дикие венки Правителей земного шара.

Неумолимые в своей загорелой жестокости,

Встав на глыбу захватного права,

Подымая прапор времени,

Мы — обжигатели сырых глин человечества

В кувшины времени и балакири,

Мы — зачинатели охоты за душами людей,

Воем в седые морские рога,

Скликаем людские стада —

Эго-э! Кто с нами?

Кто нам товарищ и друг?

Эго-э! Кто за нами?
У утопического воображаемого общества Хлебникова, в его представлении, не было никакой символики, — кроме объединившего всех числа 317, считавшегося Хлебниковым важнейшим числом истории. Членов общества выбирал сам Хлебников.
Однако с годами сложилась практика посвящения новых людей в члены сообщества. Одними признанными членами Общества Председателей Земного шара выбирались новые, избранные ими самими. Эта традиция постепенно прижилась. В 1960—1980-х годах некоторые из членов Общества Председателей превратили футуристическую идею 1916 года в литературную игру и уже самостоятельно «избирали» выбранных ими людей в члены общества. Посвящение совершалось просто одним лишь формальным, устным или письменным, признанием, никаких «обрядов» и отличительных знаков не предполагалось.
- Синякова-Уречина, Мария Михайловна (1898—1984), в начале 1980-х годов в Москве[6] избрала в число Председателей поэтов  и художников: 
  - Сергей Юрьевич Черепанов (р. 1955)[7],
  - Александр Аркадьевич Верхман (р. 1937)[8].
  - Новиков, Тимур Петрович — художник, теоретик искусства, создатель «Новой Академии Изящных Искусств»,
  - Сергей Бугаев-Африка[9][10] (р. 1966), художник и общественный деятель.
- Петников, Григорий Николаевич (1894—1971), избранный Председателем на игровой Харьковской церемонии 1920 года, незадолго до своей кончины, в 1963 году, избрал в Председатели поэта Вышеславского[11]. В свою очередь,
  - Вышеславский, Леонид Николаевич (1914—2002)[12] в 1998 году избрал
    - Каплана, Юрия Григорьевича (1937—2009)[13].
- Анатолий Мозжухин, 5-й ПЗШ, удостоил этого звания 6-го ПЗШ поэта, критика и редактора Светлану Скорик 28 мая 2017 года[14].

Ещё одним из Председателей — «Велимиром II в Государстве Времени», — себя считал
- Туфанов, Александр Васильевич. Правда, в громкий титул он внес уточнение: «Предземшара Зауми».